# Сражение при Корфу
Сражение при Корфу (турецк. Korfu Deniz Muharebesi) — морское сражение в ходе турецко-венецианской войны 1714—1718 годов, произошедшее при острове Корфу 8 июля 1716 года во время попытки Османской империи захватить этот остров, принадлежавший тогда Венеции.

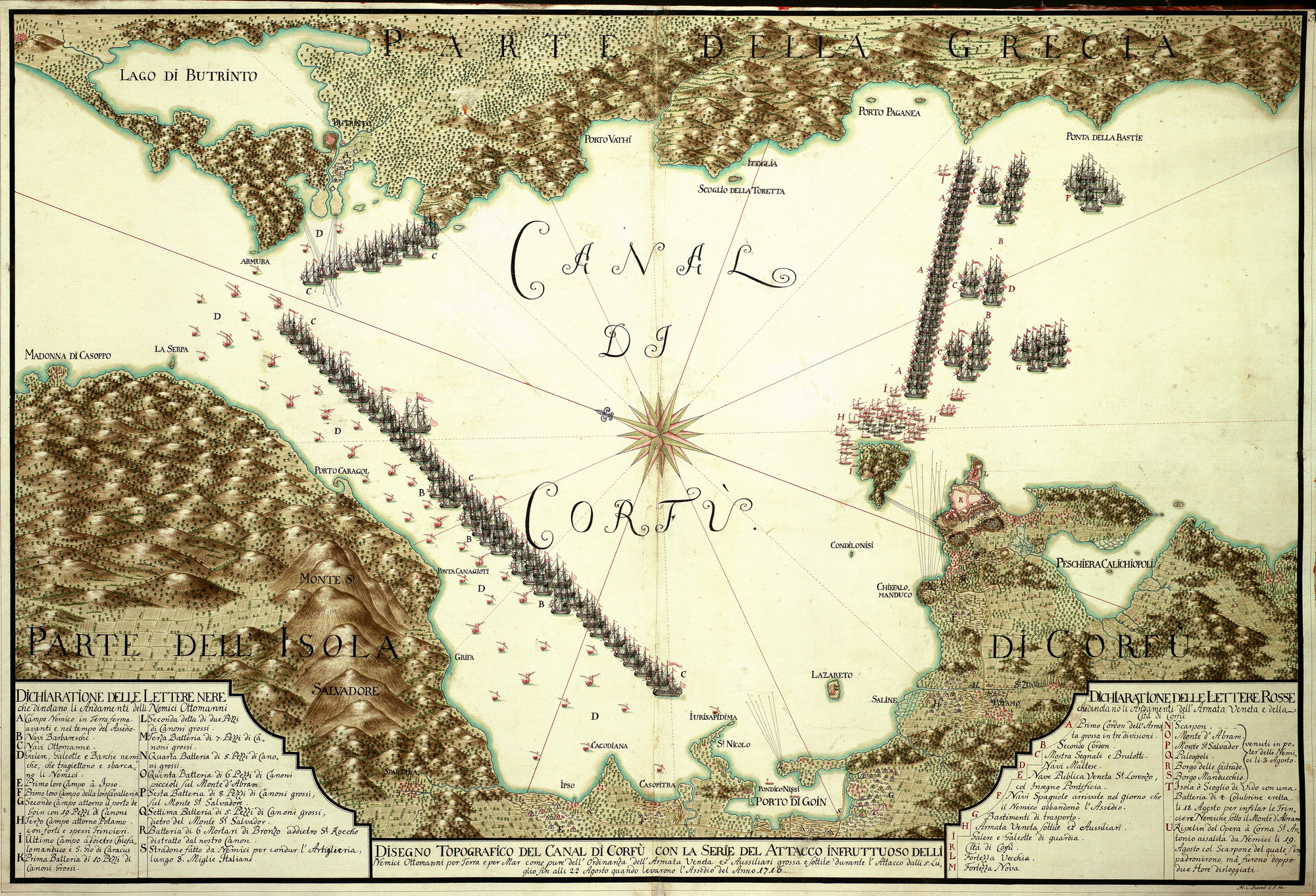
Позиции флотов перед сражением

## Перед сражением
В конце 1714 года Турция объявила войну Венеции, но до середины 1715 года турецкий флот не входил в Эгейское море. Венеция вскоре потеряла почти всю Морею.
В 1716 году турки поставили перед собой цель захватить остров Корфу, расположенный у западного побережья Греции. Из-за преобладающих ветров вход в бухту с юга парусному флоту очень затруднен. Османский флот под командованием капудан-паши (адмирала) Джаним Ходжа Мехмед-паши в мае 1716 года вышел из пролива Дарданеллы и, обогнув Морею, направился вдоль западного побережья Греции. Тем временем венецианский командующий Андреа Корнер и весь его флот отплыли на юг от Корфу к Сапиенце, оставив позади все галеры под командованием Пизани. Когда турки приблизились, он отступил на север, к Занте (Закинф), где встретил Пизани и его галеры. Затем он отправился на поиски турок и 27 июня, поняв, что они плывут дальше за ним, повернул обратно в сторону Корфу, плывя вдоль западной стороны острова так, чтобы войти в бухту острова через северный вход. Пизани пришёл первым в бухту с 2 галеасами и 13 галерами.
Турецкий флот в это время обогнул остров Корфу и бросил якорь напротив северного входа в залив, между островом и материком. Пизани отвел свои корабли под защиту орудий крепости, а позднее, 5 июля, полностью вышел из бухты через южный вход. 8 июля турки начали переброску своих войск с материка на остров. В ходе этой операции Корнер 7 июля достиг Отранто, расположенного на юге Италии, где узнал о присутствии турок вблизи острова Корфу. С 27 кораблями он двинулся к албанскому побережью, а затем поплыл на юг вдоль побережья, 8 июля войдя через северный вход и в 13:00 атаковав турецкий флот, стоявший на якоре в заливе.

## Ход сражения
У турок из 62 кораблей 50 были боевыми. В их число входили 96-пушечный линейный корабль, 12 84-пушечных линейных и 10 50-пушечных так называемых берберских кораблей. Остальные имели по 54 орудия. Берберские корабли стояли недалеко от острова, но турки снялись с якоря и поплыли на север, а Мехмед-паша во главе авангарда вначале атаковал венецианский авангард Корнера, а затем атаковал венецианский арьергард Фланджини. Корнер развернулся, чтобы поддержать свой арьергард. Тогда венецианцы воспользовались попутным ветром и попытались провести атаку брандерами против компактной группы из восьми османских военных кораблей. Однако эта попытка не удалась, поскольку турецким галерам удалось отбуксировать парусные корабли.

## Результаты
Сражение длилось примерно с 14:30 до 19:00 и закончилось с наступлением темноты и из-за отсутствия ветра. Венецианский флот поплыл на юг и бросил якорь на линии к северу от города, в то время как турки стали немного севере, около Бутринти. Ни одна из сторон не потеряла ни одного корабля. У венецианцев было 116 убитых и 250 раненых, в то время как потери османов были намного больше. Это сражение, хотя и безрезультатное, показало, что турецким парусным кораблям можно противостоять, даже если они численно превосходят противника.
10 июля турки возобновили переброску войск на остров, и в течение следующих шести недель два флота практически бездействовали, стоя друг против друга, несмотря на постоянные бои на суше между турками и городским гарнизоном.